# Palazzo Collicola arti visive - Museo Carandente

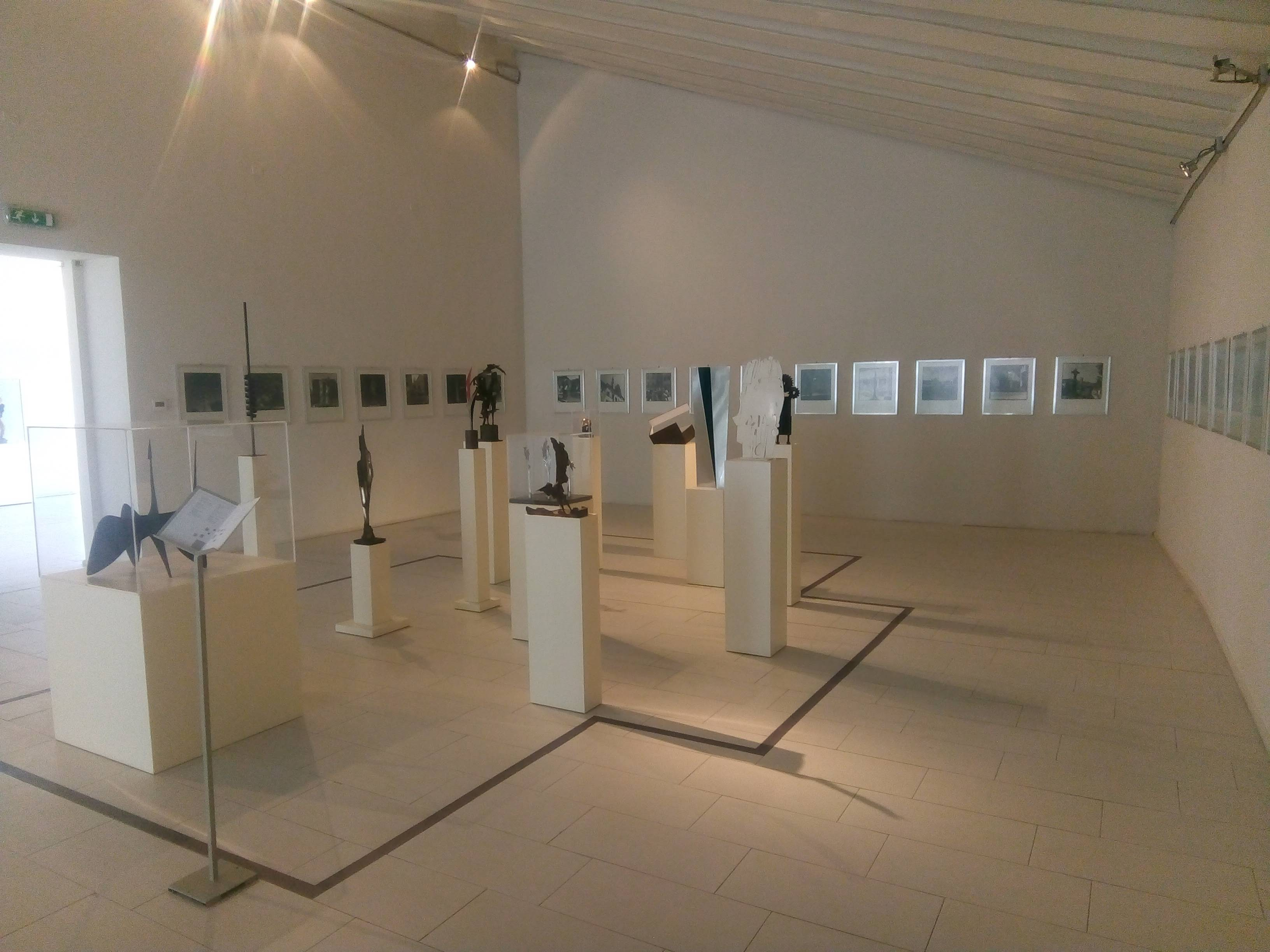

Il Palazzo Collicola  (Galleria d'Arte Moderna "G. Carandente) è un museo intitolato alla memoria di Giovanni Carandente situato all'interno di Palazzo Collicola, settecentesco edificio che occupa l'intero lato occidentale dell'omonima piazza nel centro storico di Spoleto. Inaugurato nel 2000 è stato poi riallestito nel 2019. Insieme alla Collezione Burri di Città di Castello è il più importante museo d'arte contemporanea dell'Umbria. Prima del 2009 (anno della morte di Carandente) era denominato Galleria Civica d'Arte Moderna. Dopo Gianluca Marziani (2010-2018), la direzione è passata nelle mani del critico e storico dell'arte Marco Tonelli (2019-2023), che di Carandente fu collaboratore. A maggio 2023, dopo apposita selezione, l'incarico è stato conferito al nuovo direttore Saverio Verini, curatore e storico dell'arte umbro.
Il Museo si articola su tre piani:
- piano terra: 1500 metri quadri espositivi che ospitano mostre temporanee;
- primo piano: interamente occupato dall'appartamento nobile, espone mobilio e quadreria coevi al palazzo e ospita la Biblioteca Carandente;
- secondo e ultimo piano: qui si trova la collezione permanente della Galleria d'Arte Moderna

## Palazzo Collicola
Il Palazzo Collicola fu uno degli edifici gentilizi più importanti della città costruito tra il 1717 e il 1730 dall'architetto senese Sebastiano Cipriani, noto per una lunga attività a Roma e nell'Italia centrale. Residenza della nobile famiglia Collicola, il palazzo ebbe nel tempo ospiti illustri, quali Carlo di Borbone (1734), papa Pio VI (1782) e Carlo Emanuele IV re di Sardegna (1801).
I preziosi arredi interni, i dipinti e gli arazzi di proprietà dei Collicola furono messi all'asta quando la famiglia si estinse. Il palazzo fu quindi acquistato dal Comune nel 1939; è stato a lungo sede dell'Istituto Statale d'arte "Leoncillo Leonardi".
Conserva la struttura architettonica originaria, caratterizzata da un corpo centrale e da due laterali di dimensioni minori che incorniciano il cortile interno, sovrastato da un prospetto a tre ordini di arcate. Il prospetto posteriore ha subito gravi alterazioni, dell'originario giardino all'italiana sopravvivono solamente alcuni alberi. Alcune stanze che affacciano sul giardino sono ad uso della Scuola di Teatro "Teodelapio" diretta da Pietro Biondi.

## Piano Secondo - Galleria d'Arte Moderna "G. Carandente"
Composto da 18 stanze, ospita una collezione di arte moderna e contemporanea che comprende opere realizzate da artisti appartenenti alla corrente del naturalismo informale, acquisite dal Comune attraverso le edizioni del Premio Spoleto, svoltosi tra il 1953 e il 1968 (tra cui una Coda di cetaceo di Pino Pascali). In una stanza sono esposte le opere del Gruppo di Spoleto o Gruppo dei sei composto da Giuseppe De Gregorio, Filippo Marignoli, Giannetto Orsini, Ugo Rambaldi, Piero Raspi, Bruno Toscano. A queste nel 2000 si sono aggiunte le opere della ricca collezione donata da Giovanni Carandente che comprende artisti italiani e stranieri di fama internazionale, tra cui Anthony Caro, Eduardo Chillida, Giò Pomodoro, Fausto Melotti, Carla Accardi, Alberto Garutti, Jan Dibbets, Alberto Burri, Giuseppe Capogrossi e nuove acquisizioni a partire dal 2019 con opere di Francesco Lo Savio, Gianni Asdrubali, Di Stasio, Gastone Biggi, Pasquale Di Fabio, Gandolfi, più una sala interamente dedicata alla Scuola di San Lorenzo (Bruno Ceccobelli, Gianni Dessì, Giuseppe Gallo, Nunzio (Di Stefano), Piero Pizzi Cannella, Marco Tirelli). 

### Calder
Una delle sale è interamente dedicata all'artista americano Alexander Calder, autore del Teodelapio, prima scultura monumentale stabile del mondo, (situata in Piazza della Stazione), realizzata in occasione del Festival dei Due Mondi del 1962, per la mostra Sculture nella città. Sono presenti il modellino e i disegni, che illustrano la genesi dell'opera, e altre sculture quali standing mobiles.
È possibile inoltre ammirare il ritratto che Calder fece al grande amico Carandente: una scultura aerea in fil di ferro, realizzata nel 1967.
Il Museo Carandente è l'unico museo italiano a disporre di una Sala Calder.

### Sculture in città, ieri (1962) e oggi (2012)
Nel salone più grande  sono esposti bozzetti e opere provenienti dalla mostra curata da Giovanni Carandente Sculture in città del 1962; sono rappresentati artisti quali: Arnaldo Pomodoro, Henry Moore, Pietro Consagra, Nino Franchina, Ettore Colla, Beverly Pepper, Lynn Chadwick, David Smith, ecc.

### Leoncillo
Tre sale mantengono l'attenzione esclusiva su Leoncillo Leonardi, scultore spoletino di cui Palazzo Collicola possiede una ricca collezione di circa 40 opere tra disegni, sculture, ceramiche che documentano cronologicamente il percorso dell'artista, dal periodo naturalistico a quello barocchetto fino a quello neocubista. Nell'ampia e luminosa galleria vetrata sono collocate sei grandi sculture del periodo informale.

### Sol LeWitt
Conclude il percorso del pian terreno il Wall drawing donato dall'artista Sol LeWitt
minimalista americano, uno dei nomi più importanti di questa collezione: alla stanza realizzata nel 2000 si è aggiunta di recente un'altra sala con una significativa selezione di opere.

### Esterni
Le sculture di Richard Serra e Isamu Noguchi sono esposte negli spazi che circondano il Palazzo.

## Biblioteca Carandente
Al piano nobile si trova una biblioteca tematica sull'arte moderna e contemporanea inaugurata nel dicembre 2016, ma presente e funzionante fin dal 2006 al piano terra. Si è formata con periodici lasciti di Giovanni Carandente sin dagli anni '80.
30.000 volumi tra cataloghi di mostre collettive e personali, monografie di artisti italiani e stranieri, materiale multimediale, una fototeca, riviste d'arte italiane e straniere. Presenti anche settori che vanno dalla letteratura, al teatro, alla danza, con un ricco fondo discografico che caratterizza questa istituzione come una Biblioteca d'autore.
Vi sono custoditi anche importanti fondi archivistici; uno dei più rilevanti è la documentazione di Giovanni Carandente inerente ai suoi molteplici incarichi istituzionali; inoltre carteggi epistolari con noti artisti e galleristi, tra cui spicca quello con lo scultore amico Calder. L'Archivio comprende anche un fondo dell'importante scultore spoletino Leoncillo e l'Archivio del Premio Spoleto (1953-1964), manifestazione che ha costituito il nucleo principale del Museo.
La Biblioteca si arricchisce anche di un'interessante raccolta di fotografie, tra cui quelle di Ugo Mulas dedicate alla mostra Sculture nella città, e di immagini provenienti dalla fototeca di Federico Zeri.
Il fondo librario, oltre ad edizioni rare e spesso autografate da artisti, si caratterizza per ampie sezioni dedicate a Alberto Burri, Calder, Leoncillo, Henry Moore, Marino Marini, Giacomo Manzù, Picasso, Arnaldo Pomodoro, Giò Pomodoro, l'arte russa dei secoli XIX - XX, ecc.
Nei locali della Biblioteca è possibile ammirare anche opere d'arte donate a Carandente da artisti come Victor Pasmore, Nino Franchina, Isamu Noguchi, Sol LeWitt. Altre opere sono state donate volutamente da artisti partecipanti alla Biennale del libro d'artista di Spoleto, interpretando il tema del libro che diventa opera d'arte. Vi sono tra gli altri importanti esponenti della Poesia visiva come Eugenio Miccini, Mario Nanni, Toni Bellucci, Carlos Franqui e Holton Rower.

## Il Caffè Collicola
Ospita dall'ottobre 2010 un'installazione che si sviluppa lungo le pareti ed il bancone. L'artista Veronica Motanino ha trasformato lo spazio originario in un luogo visionario dalle geometrie optical e dai colori sgargianti. Mostra non più presente.

## Primo piano - Appartamento nobile

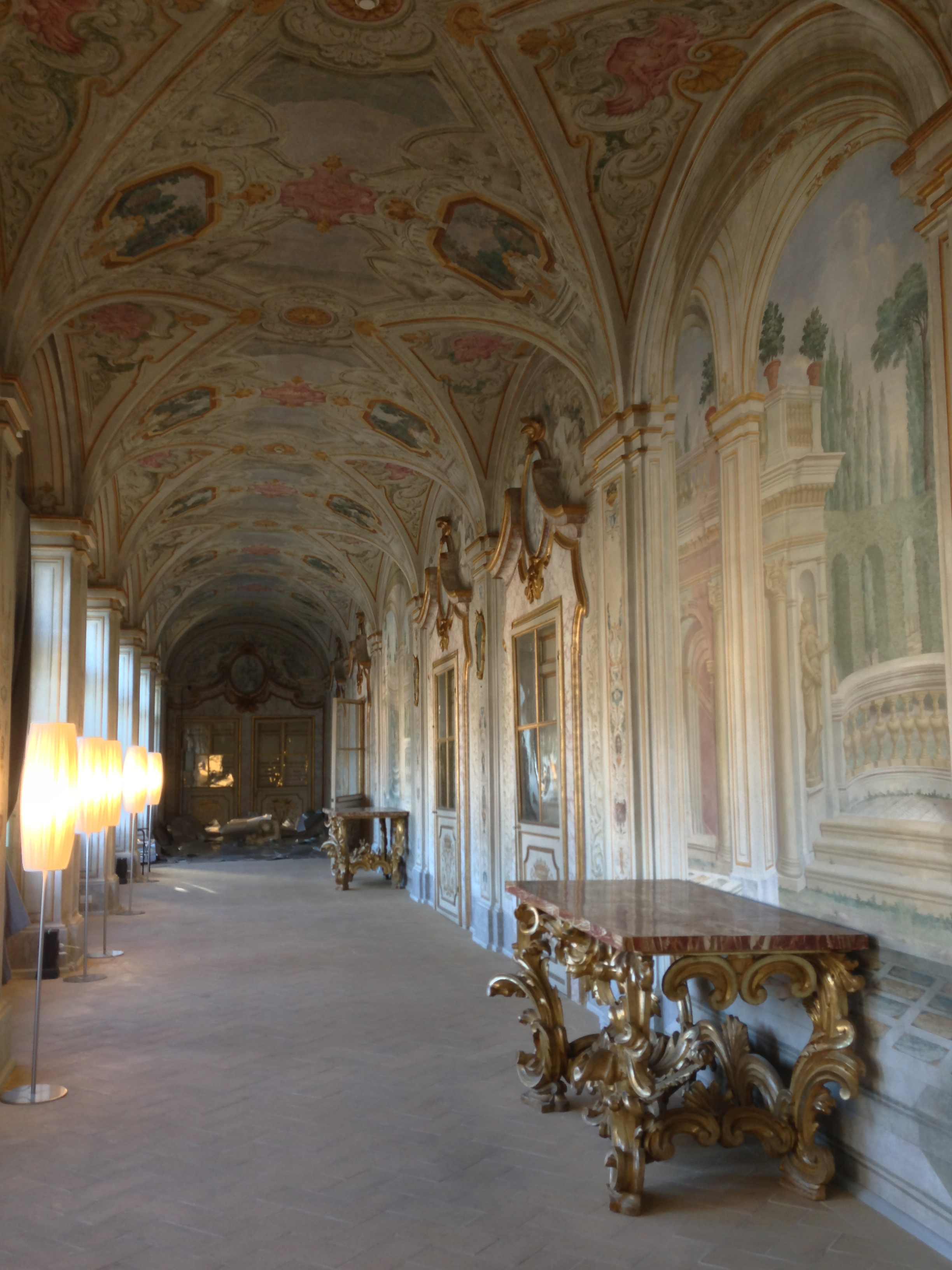
Galleria del Piano Nobile

La decorazione pittorica del piano nobile riflette il gusto diffuso da Roma nei primi decenni del 1700. Promotori e sostenitori dell'iniziativa furono Francesco Collicola e il più noto esponente della famiglia, Carlo, che coronò la sua carriera ecclesiastica ricevendo nel 1728 la porpora cardinalizia dal papa Benedetto XIII. Nell'anticamera detta Sala del Camino è presente un fregio con figure allegoriche del XVII secolo, come dimostrano le api barberiniane, recuperato nel corso dei restauri. È molto probabile un riferimento a Taddeo Collicola e al nipote Silvestro, entrambi archiatri del papa Urbano VIII al secolo Maffeo Barberini, vescovo di Spoleto nel 1608.

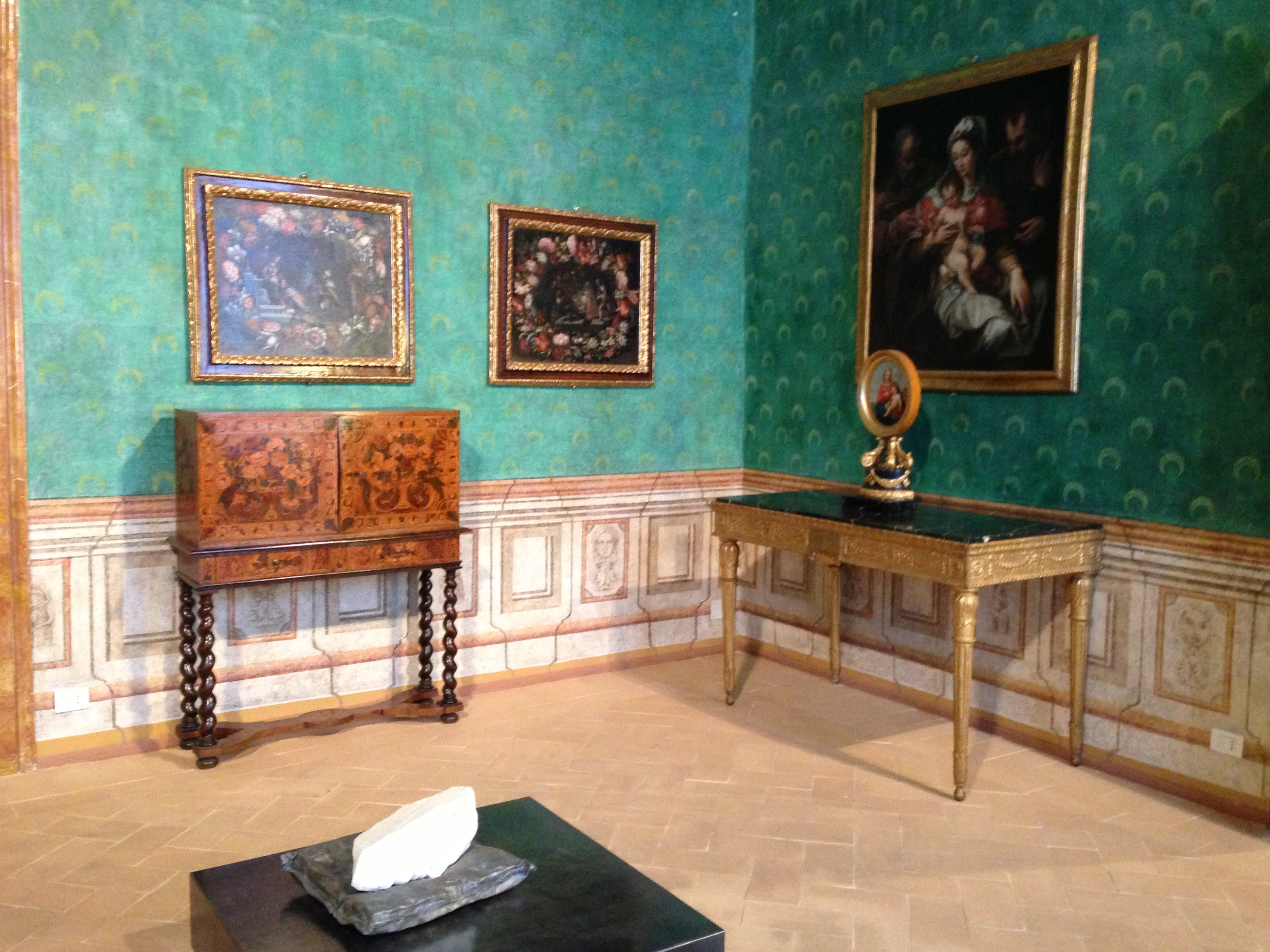
Salone gentilizio del Piano Nobile

Al piano nobile sono presenti una serie di sale con soffitti lignei dipinti e una galleria interamente decorata con tempere settecentesche. Lo sfarzoso arredamento, che un tempo ornava il palazzo, è stato interamente rimosso: comprendeva importanti opere di pittura e scultura del XVI, XVII e XVIII secolo ed una serie di arazzi provenienti dall'eredità di Cristina di Svezia, poi acquistati dal Comune ed esposti al Museo del tessile e del costume.
La Galleria, esposta con grandi vetrate ad occidente, si sviluppa per 32 metri. Per l'attribuzione della decorazione pittorica alcuni studiosi (Vittorio Casale e Giancarlo Sestieri) hanno proposto il nome di Michelangelo Cerruti.
Altri ambienti di particolare rilievo sono il Salone gentilizio, la Sala degli specchi e la Cappella.
Nell'intero appartamento sono ottimamente conservati i soffitti a cassettoni e i fregi sottosoffitto. Le parti più cospicue dell'arredo e i tavoli da parete dei primi del Settecento, appartengono al palazzo e furono acquistati dal Comune di Spoleto insieme con l'edificio nel 1939.

## Primo piano
È destinato alle grandi mostre e a quei progetti che indagano i temi più vitali della cultura odierna.

## Pubblicazioni
- Aa.Vv., Spoleto Contemporanea, su issuu.com, 2016. URL consultato il 21 marzo 2016 (archiviato dall'url originale il 3 aprile 2016).
- Aa.Vv., Collicola Onthewall, su issuu.com, 2016. URL consultato il 7 maggio 2016.